# Галсанов Циденжаб Галсанович
Циденжаб Галсанович Галса́нов (псевдонім — Цеден; нар. 23 лютого 1917, Ілька — пом. 30 червня 1992, Улан-Уде) — бурятський поет і перекладач; голова правління Спілки письменників Бурято-Монгольської АРСР у 1946—1954 роках, член Спілки письменників СРСР.

## Біографія
Народився 10 [23] лютого 1917 року в улусі Ільці (нині Заіграєвський район Бурятії, Росія). Трудову діяльність розпочав у 1931 році з роботи переписувача у Бурято-Монгольському державному видавництві, а в наступні роки працював перекладачем, коректором, технічним редактором, редактором дитячої літератури. У роки німецько-радянської війни працював редактором газети «Бурят-Монголой Унэн».
Член КПРС з 1962 року. У 1967 році закінчис Вищі літературні курси при Літературному інституті імені Горького у Москві. Помер в Улан-Уде 30 червня 1992 року.

## Творчість
Перший вірш «Хабар»/«Весна» опублікований у журналі «Темселей шемег» у 1931 році. Автор понад 50 книг віршів, поем, прозових, фольклорних та перекладацьких творів, зокрема:
поетичних збірок
- «Дуунууд»/«Пісні» (1934);
- «Залуу наhан»/«Молодість» (1938);
- «Байкальські хвилі» (1940);
- «Вибране» (1940, 1948, 1962);
- «Соло дуудалга»/«Уславлення» (1942);
- «Радянське сонце» (1951);
- «Ми молоді» (1959);

поем
- «Агуу ехэ баяр»/«Велика радість» (1936);
- «Дұрбэн ұдэр, гурбан hұни»/«Чотири дні і три ночі» (1938);
- «Змагання на мудрість» (1940);
- «Баатарай домог»/«Легенда про батора» (1942);
- «Чудска нуур дээрэхи сууряан»/«Луна на Чудському озері» (1943);
- «Павло Балтахінов» (1945; про героя Громадянської війни Павла Балтахінова);
- «Поема про п'ятирічку» (1947);
- «Мої веселі друзі» (1962);
- «Байгалай шэрэ бадагууд»/«Байкальські акварелі» (1972);
- «Дабаан дээрэ»/«На перевалі» (1982).

Написав також роман у віршах «Галуута нуур»/«Гусяче озеро» (1987), писав твори для дітей. У співпраці із бурятськими композиторами ним створено понад сто пісень. Займався також перекладами пісень радянських та зарубіжних композиторів та поетів. Ним написані лібрето опер на сучасні теми: «Біля підніжжя Саян», «Біля витоку джерела», «Байкальські хвилі».
Перекладав бурятською мовою твори Олександра Пушкіна, Олекандра Грибоєдова, Миколи Некрасова, Володимира Маяковського, Жамбила Жабаєва, Сулеймана Стальського, трагедії та комедії Вільяма Шекспіра. У 1939 році у першому бурятському виданні творів Тараса Шевченка «Sylegyyd ba poeemenyyd»/«Вірші та поеми» опубліковано його переклади «Заповіту», поем «Сон» та «Гайдамаки».

## Відзнаки
Нагороджений:
- орденом «Знак Пошани» (31 січня 1939);;
- медаллю «За трудову доблесть»[1];
- почесними грамотами Бурятського обкому КПРС, ВЛКСМ, Ради Міністрів та Міністерства культури Бурятської АРСР, Бурятського книжкового видавництва[1];
- почесною грамотою Президії Верховної Ради Бурято-Монгольської АРСР (за успішну творчу роботу зі створення кольорового документального кінофільму «Радянська Бурят-Монголія»)[1].

Народний поет Бурятської АРСР з 1986 року.